# Delia Bisutti
Delia Beatriz Bisutti (Buenos Aires, 31 de marzo de 1947) es una política y gremialista argentina de centro izquierda, exmiembro de la Cámara de Diputados de la Nación Argentina representando a la Ciudad de Buenos Aires.
Bisutti estudió para ser maestra, y después ingresó en la Universidad Nacional de Quilmes. Desde muy temprana edad tomó papel activo en los sindicatos, sirviendo como delegada sindical de 1970 a 1989. En 1977, durante el terrorismo de Estado, fue detenida por el gobierno militar, y encarcelada en el clandestino campo de concentración conocido irónicamente como El Sheraton. Su esposo también fue secuestrado y permanece desaparecido.
En 1989, Bisutti fue secretaria general del sindicato de docentes UTE (Unión de Trabajadores de la Educación), parte de la CTERA y de la CTA (sindicatos independientes). Y tuvo una representación en el Comité Nacional de CTERA. Desde 1995, fue miembro del Ejecutivo del partido de izquierda de Buenos Aires: el Frente Grande, y en 1997 fue elegida en la legislatura porteña por el partido como parte del FrePaSo, donde presidió varios comités, incluyendo el de desarrollo económico.
Bisutti había sido crítica en contra de la alianza del FrePaSo con el partido Unión Cívica Radical, que se había derechizado.
En 2001 se afilió al partido Coalición Cívica ARI (Coalición Cívica por una República Igualitaria, en esa época de centro izquierda) y se sentó en el ejecutivo del partido en la ciudad autónoma. En 2003 abandonó el bloque del ARI en esa Legislatura de Buenos Aires. Más tarde, en ese mismo año renunció a su puesto para asumir un papel menor en el gobierno de la ciudad, en el Departamento de Educación, cargo que ocupó hasta enero de 2005.
Bisutti fue elegida diputada por el ARI en las elecciones legislativas de octubre de 2005. Tras la integración del ARI en la Coalición Cívica en 2007, Bisutti y varios de sus colegas dejaron el partido en señal de protesta contra la nueva derechización del ARI. Inicialmente formando un bloque independiente en el Congreso conocida como ARI Autónomo, y en mayo de 2008, anunciaron la formación de un nuevo partido Solidaridad e Igualdad (SI).
En diciembre de 2009, asumió como Diputada de la Ciudad por el partido SI en el bloque de Proyecto Sur. En marzo de 2011 abandonó ese bloque y formó su nuevo espacio: el bloque SI en la Legislatura porteña. Desde allí presidió la Comisión de Desarrollo Económico, siendo vicepresidenta de la de Deportes y Turismo, e integrando las comisiones de Trabajo de Educación y de Derechos Humanos. En mayo del 2011 constituyó desde el SI un interbloque con Nuevo Encuentro.